# Prémio Lupi
O Prémio Lupi foi criado pela Academia das Belas Artes e.
Este prémio anual, foi criado com a finalidade de premiar os alunos de pintura da Academia das Belas Artes que se distinguiam pelos seus quadros de modelo nu em figura inteira.
Em 1983 foram criados dois prémios anuais da Academia Nacional de Belas-Artes que vieram substituir o Prémio Anunciação, o Prémio Lupi, o Prémio Ferreira Chaves, o Prémio Luciano Freire, o Prémio Rocha Cabral, o Prémio Soares dos Reis, o Prémio Barão de Castelo de Paiva, o Prémio Júlio Mardel e o Subsídio de viagem do legado dos Viscondes de Valmor

## Premiados[1]
- 1948 — Luís Alberto Henriques dos Reis
- 1950 — Maria Margarida Carmo Tengarrinha
- 1951 — Maria Teresa Fernandes de Sousa
- 1952 — Manuel Joaquim Grandão Ribeiro
- 1954 — Joaquina Amparo Roxo Neves
- 1955 — Irene Belger Alves de San Payo
- 1956 — Luís Filipe Marques de Abreu
- 1958 — Emília Nadal
- 1959 (?) — Américo Marinho[3]

- Henrique Franco[carece de fontes?]